# 黃士吉
黃士吉（？—1600年），號岷嶽，湖廣武昌府興國州人，明朝政治人物。

## 生平
萬曆十年（1582年）壬午科湖廣鄉試舉人。萬曆十八年（1590年）署江西建昌縣教諭事。萬曆二十年（1592年），登壬辰科第二甲第三十二名進士，大理寺觀政，二十五年授工部主事，管节慎库。二十七年仕至工部員外郎。二十八年典庚子科貴州鄉試。遷浙江提學，卒於家

## 家族
曾祖黃典；祖父黃岱；父黃凝清。